# Edmond Dame
Edmond Dame (n. 4 noiembrie 1893, Rouvroy, Nord-Pas-de-Calais, Franța – d. 31 august 1956, Paris, Île-de-France, Franța) a fost un luptător ce a reprezentat Franța, medaliat olimpic. A participat la 2 ediții ale Jocurilor Olimpice (1924, 1928) în care a câștigat o medalie de bronz.